# 高丽营清真寺
高丽营清真寺，位于北京市顺义区高丽营镇七村，是一座伊斯兰教清真寺。

## 简介
高丽营清真寺始建于清康熙年间，同治年间重修，民国二十八年（1939年）再次重修。2004年，顺义区民政部门争取专项资金110万元人民币，完成了高丽营七村清真寺重建工作。2008年初到2010年5月底，进行了顺义区第三次文物普查工作，高丽营清真寺被列为北京市顺义区普查登记文物。
2011年8月31日是开斋节。8月26日晚，200多名穆斯林群众在高丽营镇七村清真寺举办开斋节晚宴，中国伊斯兰教协会副会长杨志波在晚宴中致辞。此次开斋节晚宴是由阿联酋驻华大使馆赞助。
高丽营清真寺坐西朝东，共三进院落，主建筑为讲经堂，面阔三间。南有洗浴房五间，北有客房五间。